# Subaru Shibutani
Pour les articles homonymes, voir Shibutani.
Shibutani Subaru ((ja)渋谷すばる), né en 1981, est un membre du groupe d'idôles Japonais, Kanjani8 faisant partie de la Johnny's Entertainment. 
Il était déjà chanteur avant les débuts du groupe, il faisait partie des Johnny's Jr et était l'un des plus aimés par les fans dans le Kansai. Il est aussi acteur et parolier. Les autres membres du groupe Kanjani∞ sont Yu Yokoyama, Shingo Murakami, Ryuhei Maruyama, Shota Yasuda, Nishikido Ryo, Tadayoshi Okura et Hiroki Uchi. Le 15 avril 2018, il annonce lors d'une conférence de presse dans un hôtel de Tokyo sa décision de quitter les Kanjani8 et l'agence Johnny & Associates afin de partir à l'étranger pour se consacrer à la musique.

## Profil
- Date de Naissance : 22 septembre 1981
- Lieu de Naissance : Ibaraki, Osaka, Japon
- Taille : 165,6 cm
- Est Jrs depuis 1996 dans les Kansai Jrs. jusqu'à 2004
- JE Units : Kanjani8 / San Kyoudai

## Filmographie sélective

### Cinéma
- 2015 : La La La at Rock Bottom (味園ユニバース, Misono universe?) de Nobuhiro Yamashita (en)

### Drama
- Ikiteru Dake de Nankurunaisa (NTV / 2011)
- Double (KTV, 2006)
- Platonic Sex (2001)
- Abunai houkago (1999)
- Kowai Nichiyoubi (TV Asahi, 1999)